# 马田墟站

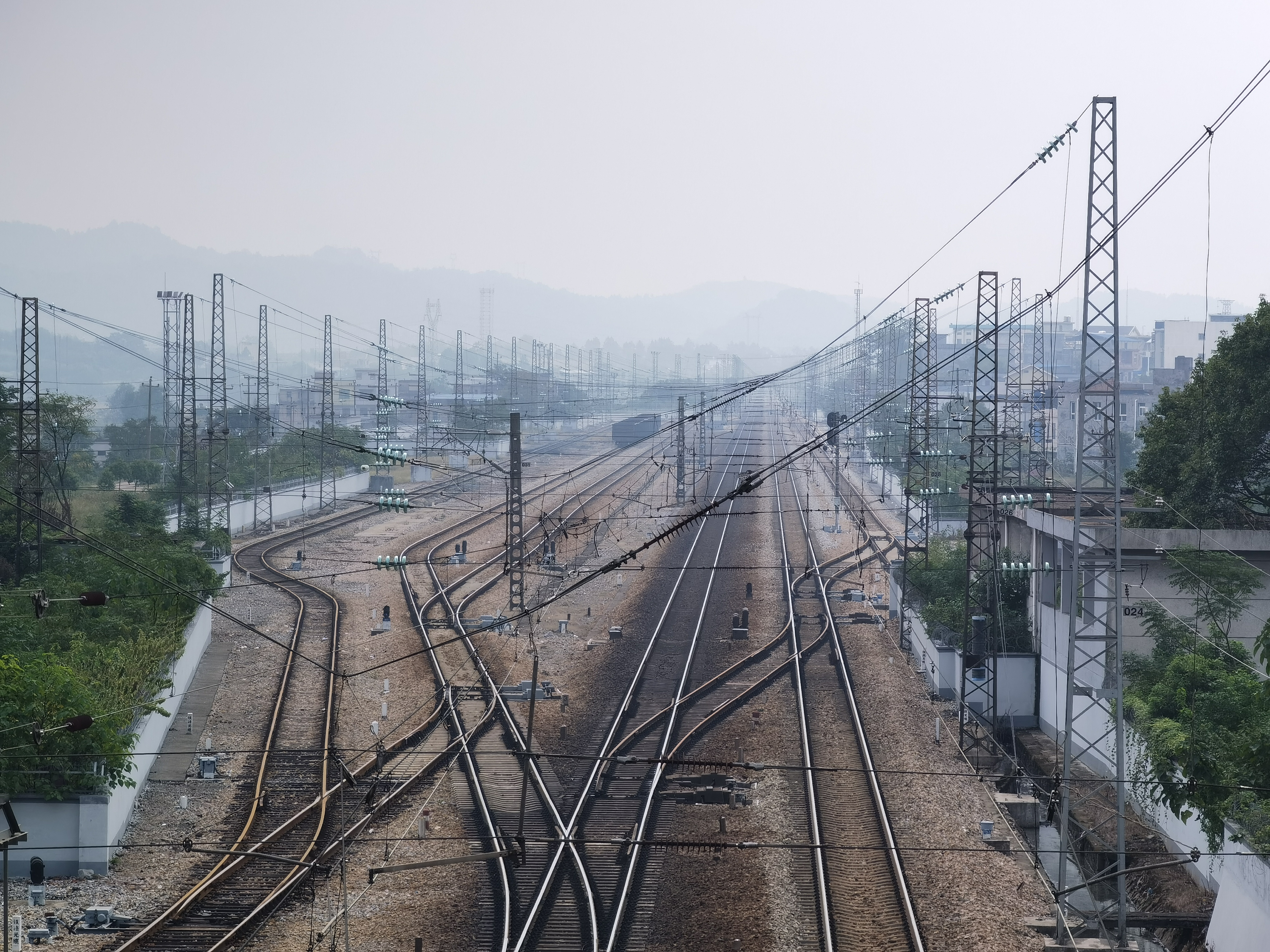
马田墟火车站站场

马田墟站是一个京广线上的铁路车站，位于湖南省郴州市永兴县马田镇，目前为四等站，邮政编码为423301。目前该站已不办理客运业务，货运办理整车普通货物到发作业。车站附近为湘煤马田矿业，主要发送品为煤炭、铁矿石、硫铁矿、金属渣，到达品为农副产品、化农物资、化工原料。该站是京广铁路进入郴州市后的第一个车站。

## 历史
马田墟站始建于1950年12月，系原粤汉铁路在永兴县境内设立的第二座车站。
1986年铁路部门在修筑京广铁路衡广复线时修建新站，新站位于老站的下行方向，于1987年10月7日交付开通。新站主体站房建筑面积1376平方米，其中售票厅95平方米、候车室445平方米、贵宾候车室23平方米、行包房仓库104平方米。货运则继续沿用位于老站的货场设施；站场设长300米的站台雨棚一座、长225米的地道一条。1989年车站有538次、553次、8431次、8432次、2542次5趟客车办理客运业务。538次、553次次列车于1995年后不再停靠本站。2000年左右车站有衡阳-广州一对慢车停靠，春运期间停办。
马田墟站内设有通往永兴县石油支公司、永兴县煤炭贸易有限公司和湖南省煤业集团马田矿业有限公司的专用线。马田煤矿的专用线始建于1960年代，连接马田矿运营的轻便铁路：马筛线起于老马田墟车站、止于马田煤矿筛煤厂，全长3.3公里，1963年12月28日马田煤矿修建，1965年元月竣工使用；马富线则由起于原高亭司站、止于永红煤矿，建于1963年。1987年京广复线通车后，马富线延伸至马田墟接轨新站。

## 灾难事故
- 1988年1月7日，广州开往西安的272次直快旅客列车行驶到该站时，4号硬座车厢由于旅客携带的防锈漆泄漏发生火灾，造成旅客34人死亡，30人受伤，两节车厢被烧毁，京广铁路中断行车46分钟[10]。
- 2006年7月15日13时30分，京广铁路马田墟至栖凤渡区间下行线铁路路基出现坍塌，所有列车限速15公里通过水害路段，导致大量列车出现晚点[11]。
- 2008年1月25日，白石渡附近的输电塔倒塌，压在京广铁路正线接触网导致马田墟配电所跳闸断电，引发京广铁路南段瘫痪、大量列车滞留晚点[12]。当年2月车站至栖凤渡区间又有超过17根电杆受到雪灾影响倒塌[13]。
- 2020年3月30日，马田墟—栖凤渡下行区间因连日降雨引发线路塌方，行经该区间的T179次列车避让不及撞击塌方山体造成事故，导致机后第一节发电车起火、第二至六节车厢脱线倾覆。事故共造成1人死亡、4人重伤、123人轻伤。